# شهرستان کروتیخینسکی
شهرستان کروتیخینسکی (به لاتین: Krutikhinsky District) یک شهرستان در روسیه است که در سرزمین آلتای واقع شده‌است.